# Тре Капители (Бреша)
Тре Капители је насеље у Италији у округу Бреша, региону Ломбардија.
Према процени из 2011. у насељу је живело 60 становника. Насеље се налази на надморској висини од 394 м.